# Свети Георги (Теологос)
Вижте пояснителната страница за други значения на Свети Георги.
„Свети Георги“ (на гръцки: Ιερός Ναός Αγίου Γεωργίου) е възрожденска православна църква в село Теологос на остров Тасос, Егейска Македония, Гърция, част от Филипийската, Неаполска и Тасоска епархия на Вселенската патриаршия.
Храмът е разположен на 500 m западно от селото. В 1287 година е споменат манастир със същото име в хрисовул на Андроник II Палеолог, с който се потвърждава принадлежността му към манастира Филотей. Поради сходството на църквата с „Рождество на Йоан Предтеча“ в Теологос, църквата в последната си фаза датира около 1844 година.
В архитектурно отношение е еднокорабна сводеста църква, без притвор. Външните размери са 8,88 m на 5,78 m, площта е 51,33 m2 и дебелина на стената от 0,70 m. Вероятно храмът е бил повдигнат около 0,70 cm. В храва се влиза през единична обкована врата, над която в плитко засводена ниша е имало стенопис на Свети Георги. Църквата е осветена от един северен и три южни прозорец, един от които в светилището. Подът е покрит с варовикови плочи.
Иконостасът е дъчсен с две врати и много високи табла. Царските икони от ляво надясно са „Свети Георги“, врата, „Света Богородица“, царските двери, „Христос Вседържител“, „Възнесеие Господне“, „Свети Георги“. Над тях има 12 по-малки икони.
В апсидата има вентилационен отвор. Нишите на протезиса и диаконикона са полукръгли. Олтарът е мраморен, вероятно от византийската фаза на храма. Покривът е четиристранен.